# Seconda battaglia di Noirmoutier
La seconda battaglia di Noirmoutier è stata una battaglia della Prima Guerra di Vandea combattuta il 2-3 gennaio 1794 sull'isola di Noirmoutier.

## Antefatti
Il 29 dicembre 1793, il generale Louis Marie Turreau arrivò a Nantes per iniziare il suo incarico di generale in capo dell'esercito dell'Ovest. Uno dei primi provvedimenti che ordinò fu l'attacco all'Isola di Noirmoutier, nella quale si credeva potessero arrivare aiuti britannici ai vandeani. Fu il generale Nicolas Haxo, che altrove preparava già da tempo quest'operazione, che fu incaricato di eseguire quest'ordine.
Dall'altro lato François Charette non ignorava l'imminenza di quest'attacco, così aveva tentato una deviazione verso Machecoul, ma per coprire le truppe di Haxo il generale François Carpentier contrattaccò e occupò Machecoul il 2 gennaio 1794, su ordine di Turreau, facendo fuggire Charette. Da Fromentine nella sera del 2 gennaio, i repubblicani passarono all'attacco di Noirmoutier.

## La battaglia

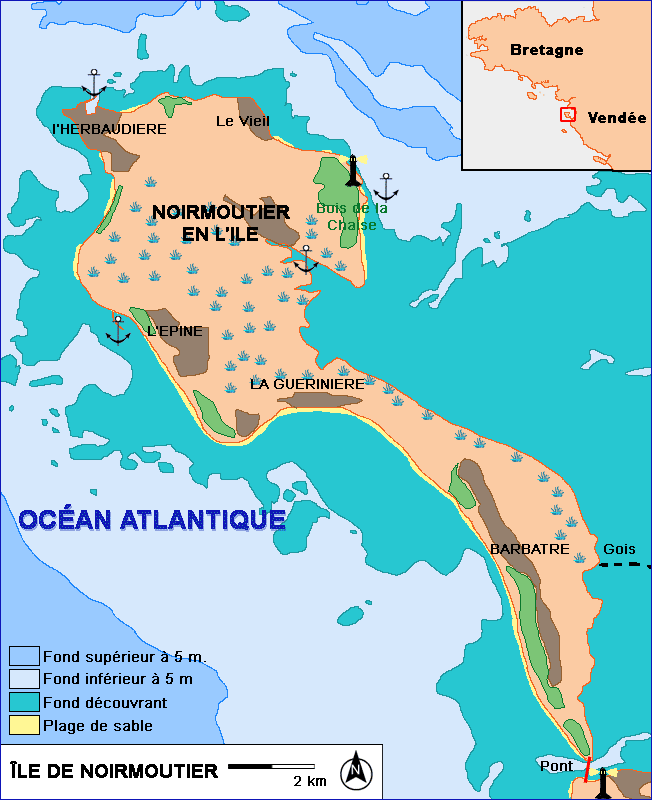
L'isola di Noirmountier

L'isola di Noirmoutier era difesa da 1 800 soldati vandeani, il governatore dell'isola era René de Tinguy e il comandante in capo era Dubois della Pastelière, ex capitano della guardia nazionale di Soullans, in realtà al comando avrebbe dovuto esserci Maurice d'Elbée in qualità di generalissimo dell'esercito cattolico e reale, ma era ancora molto malato a causa delle gravi ferite subite nella battaglia di Cholet, così poté dirigere soltanto parzialmente la difesa vandeana. Alexandre Pineau dirigeva l'insieme delle forze vandeane. Il grosso dell'esercito, 1 200 uomini, comandati da La Roberie era a Barbâtre, vicino al passaggio di Gois (una sorta di ponte percorribile solamente con la bassa marea) il solo punto da dove si poteva raggiungere Noirmoutier a piedi con la bassa marea. Ma Haxo aveva previsto di attaccare su molti punti e disponeva quindi di una piccola flotta: 19 navi di trasporto e una fregata, La Nymphe.
Il 3 gennaio, alle 6 del mattino, i primi repubblicani comandati da Nicolas Louis Jordy sbarcarono a sud dell'isola. Il combattimento iniziò e fu subito molto intenso, all'inizio i vandeani erano in vantaggio, perché i soldati repubblicani erano provati dai due giorni trascorsi a preparare le navi inoltre l'artiglieria vandeana era riuscita a tenere lontana la fregata La Nymphe. Il generale Jordy fu gravemente ferito, ma alla fine nel pomeriggio, i repubblicani ebbero la meglio e conquistarono la parte meridionale dell'isola. Haxo che non doveva più temere l'artiglieria vandeana, attraversò così con 2 000 uomini il passaggio di Gois e si unì a Barbâtre con gli uomini di Jordy, mentre i vandeani ripiegarono verso nord.

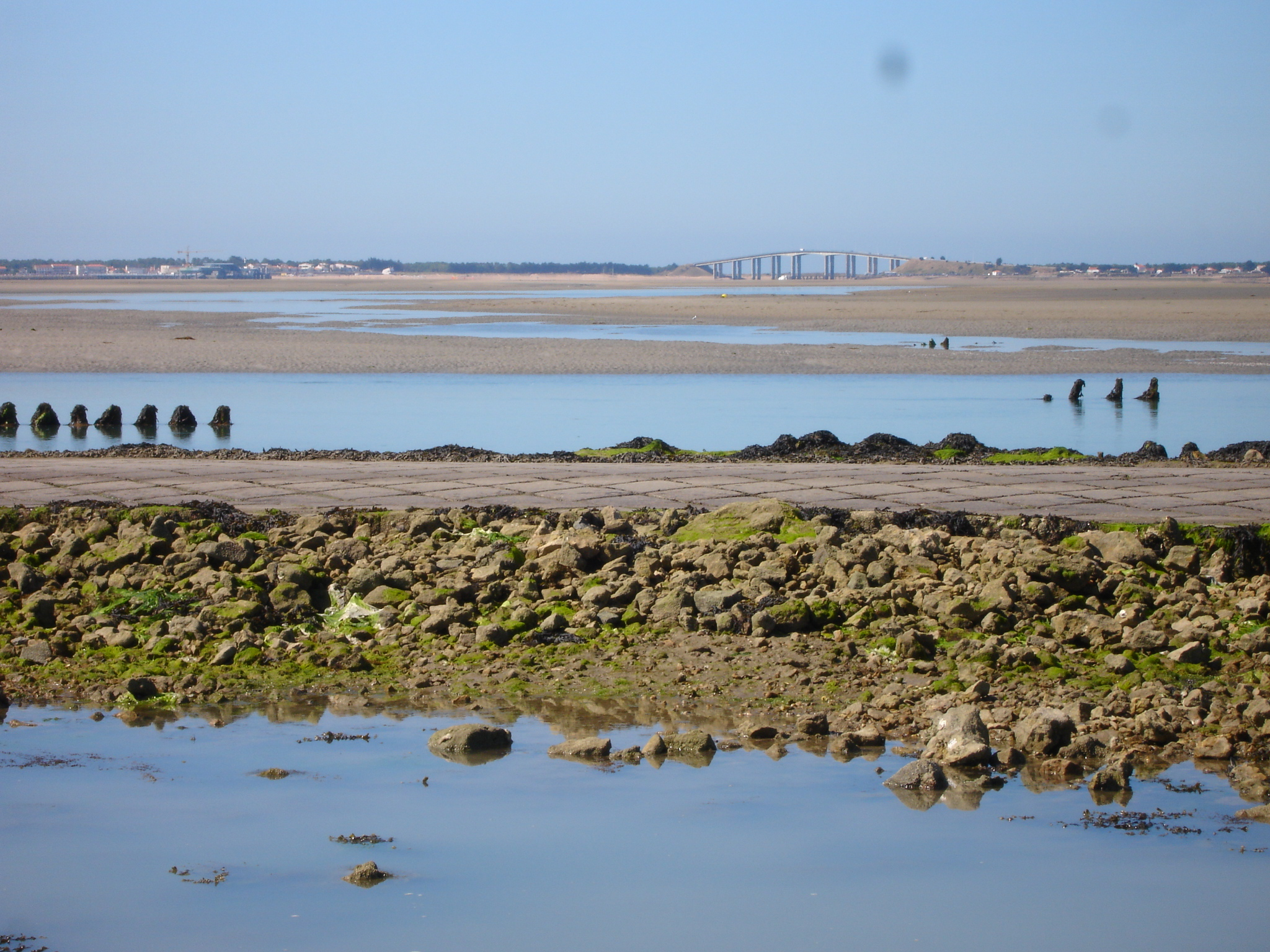
Il passaggio di Gois

Appena Barbâtre fu occupata subito iniziò la repressione su ordine dei commissari in missione Pierre-Louis Prieur, Louis Marie Turreau e Pierre Bourbotte che supervisionavano le operazioni.
Gli abitanti di Barbâtre avevano aiutato i vandeani quando Charette la occupò nella Prima battaglia di Noirmoutier, così gli uomini adulti di Barbâtre furono costretti ad armarsi per unirsi alle truppe di Haxo. L'esercito repubblicano quindi si misè in marcia verso nord, prima prese La Guérinière e poi si diresse verso Noirmoutier-en-l'Île. Alle 15 del pomeriggio vennero però fermati da alcuni diplomatici vandeani, che volevano arrendersi senza combattere, a patto che i repubblicani li avrebbero risparmiati consentendogli di ritirarsi, i commissari in missione però rifiutarono ogni negoziato ed affermarono che non avrebbero graziato l'esercito insorto.
Il combattimento dunque riprese e il tempo giocava a favore dei vandeani, la marea infatti risaliva e se i repubblicani non attaccavano rapidamente rischiavano di venire bloccati dall'alta marea sul passaggio di Gois, ma Haxo temeva di più l'artiglieria vandeana che avvantaggiata dalla posizione poteva arrecare parecchi danni prima che i repubblicani potessero arrivare in città. Quindi quando i vandeani inviarono nuovi diplomatici, Haxo volle essere lui stesso a negoziare e accettò la loro resa, Haxo era conosciuto come un generale onesto così i vandeani si fidarono della sua parola e abbandonate le armi, si ritirano nel castello e nella chiesa mentre i repubblicani facevano il loro ingresso in città.

## La repressione
I commissari in missione non tennero conto della parola di Haxo e istituirono un tribunale rivoluzionario, i soldati organizzarono pattuglie nei boschi vicini per catturare i numerosi vandeani che tentavano di scappare. Tutti i prigionieri vandeani furono chiusi nella chiesa erano circa 1500-2000 persone, oltre ai soldati vi erano anche emigrati, sacerdoti, donne e bambini. Haxo tentò di opporsi a questo provvedimento, ma invano, perché non aveva autorità sui prigionieri. La mattina del 4 gennaio iniziarono le esecuzioni, i prigionieri vennero evacuati dalla chiesa a gruppi di 60 persone, e condotti a Banzeaux, in una località detta La Vache, dove vennero fucilati sulla spiaggia. Le esecuzioni durarono per i due giorni seguenti e i corpi, gettati in una fossa comune, furono poi seppelliti alla fine di quel mese.
I repubblicani trovarono anche il generalissimo Maurice d'Elbée tra i loro prigionieri, questi subì un interrogatorio di due giorni. Il 6 gennaio d'Elbée, Pierre Duhoux di Hauterive e Boisy de Landebaudière furono condotti in piazza per la fucilazione, ma d'Elbée per le sue ferite non riusciva neanche a stare in piedi, e così venne messo su una poltrona; a questi si aggiunse anche l'ufficiale repubblicano Conrad Wieland, ex comandante di Noirmoutier, colpevole di essersi arreso ai vandeani nella prima battaglia di Noirmoutier. I quattro uomini furono quindi giustiziati.